# 4010 Nikolʹskij
4010 Nikolʹskij је астероид главног астероидног појаса са средњом удаљеношћу од Сунца која износи 2,549 астрономских јединица (АЈ).
Апсолутна магнитуда астероида је 13,0.